# Аню Ангелов
Аню Запрянов Ангелов е български генерал и политик, министър на отбраната на Република България в първото правителство на Бойко Борисов.

## Биография
Роден е в град Хасково на 22 декември 1942 г.
Завършва през 1966 г. Висшето народно военно артилерийско училище „Георги Димитров“ (днес Факултет „Артилерия, ПВО и КИС“ към НВУ) със специалност инженер по радиоелектроника и е произведен в първо офицерско звание лейтенант.
След това учи във Военната академия „Г. С. Раковски“ оперативно и стратегическо ръководство на въоръжените сили, през 1974 г. завършва.
Следва специализация във Военната академия на Генералния щаб на Въоръжените сили на СССР в Москва, в периода 1982 – 1984 г. Има магистърска степен по оперативно-тактическо и по стратегическо ръководство на въоръжените сили. През 1991 г. е преминал специален курс за висши офицери от ОССЕ в Колежа по отбраната на НАТО в Рим, Италия.
След завършване на Висшето народно военно артилерийско училище заема различни командни и щабни длъжности:
- 1966 г. – 1971 г. – командир на самостоятелен взвод на зенитен полигон „Шабла“

- 1971 – 1974 – слушател във Военната академия „Г. С. Раковски“ оперативно и стратегическо ръководство на въоръжените сили,

- 1974 г. – 1980 г. – зам.-началник на отдел в командването на Противовъздушната отбрана на Сухопътните войски;

- 1980 г. – 1982 г. – началник щаб на 31-ва фронтова зенитно-ракетна бригада 2К11 Круг Стара Загора (съществувала 1980 – 2002 г., секр. поделение I степен)

- 1982 – 1984 г. специализация във Военната академия на Генералния щаб на Въоръжените сили на СССР в Москва

- 1984 г. – 1987 г. – командир на 31-ва фронтова зенитно-ракетна бригада 2К11 Круг Стара Загора (съществувала 1980 – 2002 г., секр. поделение I степен);[1] член на общинския съвет в Стара Загора.

От 1987 г. до 1989 г. е началник на щаба на противовъздушната отбрана (ПВО) на Сухопътни войски.
Делегат е на 14-ия извънреден конгрес на БКП, проведен в НДК на 1 и 2 февруари 1990 г. (след падането на Тодор Живков).
От 1990 г. до 1992 г. е командващ на противовъздушната отбрана (ПВО) на Сухопътни войски когато е удостоен със звание генерал-майор. От 1992 до 1994 г. е зам.-командващ на Сухопътни войски. През декември 1994 г. му е присвоено званието генерал-лейтенант и е назначен за зам.-началник на Генералния щаб на Българската армия. На 1 септември 1997 г. е освободен от длъжността заместник-началник на Генералния щаб по окомплектоването и контрол на въоръженията. От ноември 1997 г. до август 2000 г. е аташе по отбраната във Великобритания и Северна Ирландия. На 7 юли 2000 г. е удостоен с висше военно звание генерал-лейтенант. На 1 август 2000 г. е назначен за началник на Военната академия „Г.С. Раковски“. На 17 декември 2001 г. е освободен от длъжността началник на Военната академия „Г. С. Раковски“ и от кадрова военна служба.
След това е назначен за директор на дирекция „Планиране на отбраната“ в Министерството на отбраната. През 2005 г. водач на листата в 25 МИР – София на партия „Коалиция на розата“ на Александър Томов. Снет от запаса през 2005 г. поради навършване на пределна възраст за запас от 63 г. До юли 2009 г. е председател на фондация „Център за изследване на националната сигурност“. На 1 август 2009 г. е назначен за зам.-министър в Министерството на отбраната в първото правителство на ГЕРБ. На 27 януари 2010 г. официално встъпва в длъжност като министър на отбраната и изпълнява длъжността до сформирането на служебния кабинет на Марин Райков на 13 март 2013 г.
Почетен член е на Асоциацията на завършилите Колежа по отбраната на НАТО. След 2014 г. е съветник към политическия кабинет на министър-председателя. Награждаван е с ордени, медали и почетен знак „За вярна служба под знамената“ – I степен.
Езици: английски, руски и немски. Женен, с двама синове